# Велазними
«Велазними» (алб. Klubi i Futbollit Vëllaznimi) — это футбольный клуб, основанный в Джяковице, западном Косово. Клуб был основан в 1927 году и в настоящее время играет в первом дивизионе в Косово, участвует в чемпионате Косова по футболу.

## История
ФК Велазними является девятикратным чемпионом Косово и вместе с ФК Приштина они являются одним из самых успешных футбольных клубов в Косово. Золотые годы клуба были в 1960-х, 70-х и 80-х, когда он доминировал в Лиге Косово. В эти периоды клуб играл в сербской лиге, Велазними был активен вплоть до освобождения Косово в 1999 году. Он был известен под своим сербо-хорватским названием ФК Влазними (Vlaznimi).

## Титулы
- 9 титулов чемпион САК Косово
  - 1967-68,
  - 1968-69,
  - 1969-70,
  - 1970-71,
  - 1973-74,
  - 1979-80,
  - 1981-82,
  - 1985-86,
  - 1989-90
- 4 кубка Косова
  - 1984-85 Финал: Велазними — Рамиз Садику 7-1 (5-0)
  - 1986-87 Финал: Велазними — Tрeпчa 6-2 (4-1)
  - 1987-88 Финал: Велазними — Раховеци 5-2 (3-0)
  - 2007-08 Финал: Велазними — Tрeпчa’89 2-0 (0-0)